# Irak zászlaja
Irak zászlaja vörös-fehér-fekete vízszintes trikolór, a fehér sáv közepén zöld színű  felirattal, ami a takbír („Isten a legnagyobb”) kúfi írásmódban.
A jelenlegi zászló 1921-től, az ország megalakulásától kezdve a hatodik. 2008-ban fogadták el, ideiglenes jelleggel, amíg egy véglegeset ki nem találnak. Megjegyzendő, hogy mivel arab írás van rajta, a zászlórúdnak a megfigyelő szemszögéből jobb oldalon kell lennie.

## Korábbi zászlók

Irak zászlaja 1921–1959 között
Irak zászlaja 1959–1963 között
Irak zászlaja 1963–1991 között
Irak zászlaja 1991–2004 között
Irak zászlaja 2004–2008 között